# بسكادور
بسكادور بلدية في ولاية ميناس جيرايس في المنطقة الجنوبية الشرقية من البرازيل.